# Círculo arterial cerebral
El círculo arterial cerebral, polígono de Willis o círculo arterial de la base del cerebro es una estructura anatómica arterial con forma de heptágono situada en la base del cerebro conformado por:
- 2 arterias cerebrales posteriores
- 2 arterias comunicantes posteriores
- 2 arterias cerebrales medias
- 2 arterias cerebrales anteriores
- 1 Arteria comunicante anterior

## Neuroanatomía
Se ubica en la fosa interpeduncular en la base del encéfalo. Está formado por las anastomosis entre dos arterias carótidas internas y dos arterias vertebrales. Las arterias comunicante anterior, cerebral anterior, comunicante posterior y cerebral posterior contribuyen a formar el polígono. El polígono de Willis, que recoge su nombre del neurólogo inglés del siglo XVIII Thomas Willis, permite que la sangre que entra por las carótidas internas y el tronco basilar (a través de las arterias vertebrales) se distribuya a cualquier parte de ambos hemisferios cerebrale

## Funciones y relevancia clínica
El polígono de Willis funciona como un mecanismo redundante de seguridad que facilita el flujo sanguíneo colateral entre las circulaciones anterior y posterior del cerebro, brindando protección contra la isquemia en el caso de enfermedades o daños en uno o varios vasos sanguíneos. El polígono de Willis es de gran relevancia clínica debido a su estructura, función y ubicación. Sin embargo, es una ubicación común para aneurismas cerebrales. Estos aneurismas pueden formarse en diferentes áreas, como la unión de la arteria carótida interna con la arteria comunicante posterior  o en la arteria cerebral media. Los aneurismas grandes pueden causar síntomas como cefaleas o neuropatía craneal. Además, aumentan el riesgo de embolización intraaneurismal.
El síndrome del "robo de la subclavia" se manifiesta cuando una estenosis en la arteria subclavia altera el flujo sanguíneo, forzando la sangre de una arteria vertebral a la arteria subclavia. Esto puede generar síntomas como vértigo o ataxia durante la actividad en el brazo afectado.
La enfermedad de Moyamoya, una afección vascular caracterizada por el estrechamiento de la porción terminal de la arteria carótida interna, da lugar al desarrollo de colaterales finas en un intento de compensar la isquemia. Más prevalente en Japón y con mayor incidencia en mujeres, su causa exacta es desconocida, aunque se sospecha una base genética. La enfermedad se presenta en dos picos de edad, alrededor de los 10 años y alrededor de los 30 años, con síntomas que pueden incluir isquemia y hemorragia en adultos.

## Variaciones anatómicas del círculo arterial cerebral
Las comunicaciones vasculares existentes dentro del círculo arterial pueden presentar importantes diferencias individuales:
- en un 40 % de los casos, el círculo arterial está formado por las arterias siguientes: comunicante anterior, cerebral anterior, cerebral media, carótida interna, comunicante posterior, cerebral posterior y basilar.
- en un 10 % de los casos, las dos cerebrales anteriores se originan respectivamente de una A. carótida interna.
- en un 10 % de los casos, la comunicante posterior es débil en un lado o no existe.
- en un 10 % de los casos, la comunicante posterior es débil en los dos lados o no existe.
- en un 10 % de los casos, la comunicante posterior se origina unilateralmente de la carótida interna.
- en un 5 % de los casos, la cerebral posterior se origina bilateralmente de la carótida interna.
- en un 1 % de los casos falta la comunicante anterior.